# 2000 JH81
2000 JH81, também escrito como 2000 JH81, é um objeto transnetuniano (TNO) que está localizado no cinturão de Kuiper, uma região do Sistema Solar. Este corpo celeste é classificado como um cubewano. Ele possui uma magnitude absoluta (H) de 8,8 e, tem um diâmetro estimado com cerca de 76 km.

## Descoberta
2000 JH81 foi descoberto no dia 06 de maio de 2000 pelos astrônomos O. R. Hainaut, C. E. Delahodde e M. Vair.

## Órbita
A órbita de 2000 JH81 tem uma excentricidade de 0.000 e possui um semieixo maior de 46.230 UA. O seu periélio leva o mesmo a uma distância de 46.230 UA em relação ao Sol e seu afélio a 46.230.